# MystiQ
MystiQ Video Converter es un convertidor multimedia, de código abierto desarrollado por la comunidad SWL-X (enlace roto disponible en Internet Archive; véase el historial, la primera versión y la última).. Se distribuye bajo la licencia GPLv3. Es un programa multiplataforma con versiones disponibles para  sistemas operativos Windows 7 o superior, GNU/Linux y próximamente incorporará soporte para MacOS. Esta aplicación informática fue creada originalmente por el desarrollador cubano Maikel Llamaret Heredia y en breve tiempo su sumaron otros desarrolladores para alcanzar un producto informático en crecimiento con mucha actividad en cuanto a adición y revisión de funcionalidades.
MystiQ Video Converter es un conversor de audio y vídeo capaz de aprovechar múltiples códecs usando FFmpeg como backend logrando reconocer prácticamente la totalidad de formatos actuales de audio y vídeo.

## Historia
El conversor multimedia MystiQ surge en agosto de 2019, por inquietudes de su creador Maikel Llamaret Heredia intentando hacer un fork a partir de otros conversores de código abierto y partiendo de la experiencia adquirida en el desarrollo de un proyecto análogo: Videomorph.
El nombre MystiQ nació de un debate previo en el grupo de Telegram de la comunidad SWL-X. El usuario Hugo Florentino propuso un juego de palabras usando el nombre de Mystique (un personaje de X-Men capaz de convertirse/transformarse en cualquier otra entidad) y la Q de Qt.

## Objetivos del Proyecto
Actualmente el equipo de desarrollo de MystiQ centra sus esfuerzos en brindar una aplicación con interfaz de usuario agradable y simple. Que cada componente sea fácil de usar y que el usuario final tenga una experiencia agradable. Los desarrolladores intentan ir añadiendo características simples a la vez que se van solucionando errores reportados, siempre con el objetivo de mantener el código fuente de la aplicación lo más limpio y fácil de mantener de cara al futuro. Al tratarse de una aplicación de código abierto, se aprovecha las bondades de Github para mantener un proceso de desarrollo ágil.

## Características

### Formatos Soportados

#### Formatos de Audio Soportados
MystiQ Video converter reconoce archivos de audio con las siguientes extensiones:
- mp3 ogg wav wma ac3 ra ape flac opus

#### Formatos de Vídeo Soportados
MystiQ Video converter reconoce archivos de vídeo con las siguientes extensiones:
- avi vfw divx mpg mpeg m1v m2v mpv dv 3gp mov mp4 m4v mqv dat vcd ogg ogm ogv asf wmv bin iso vob mkv nsv ram flv rm swf ts rmvb dvr-ms m2t m2ts rec mts webm

## Estado actual de la aplicación

Herramienta de corte de MystiQ Video Converter

A lo largo del proceso constante de desarrollo de la aplicación, se han ido sumando desarrolladores, sobre todo, desde el interior de la comunidad SWL-X Archivado el 13 de enero de 2020 en Wayback Machine.. Algunos nombres a destacar son Luis Felipe Domínguez Vega, Pavel Milanés, Gabriel Alejandro López, Leslie León Sinclair y Carlos César Caballero.
Casi la totalidad del equipo de desarrollo de MystiQ son usuarios de sistemas GNU/Linux, por lo que inicialmente la aplicación solo estuvo soportada para distribuciones GNU/Linux que soporten la compilación y ejecución de aplicación con bibliotecas Qt>5.10.
Con el tiempo, se ha logrado alcanzar la colocación de paquetes/instaladores de MystiQ en los repositorios oficiales de algunas distribuciones. La primera en aceptar el proyecto en sus repositorios fue KaOS GNU/Linux. También existen paquetes de MystiQ en los repositorios oficiales de ROSA Linux. Sparky Linux es otra distribución que ha acogido a MystiQ en sus repositorios. Los usuarios de Arch Linux y derivados pueden instalar MystiQ Video Converter desde los repositorios comunitarios AUR. MX Linux también ha incluido a MystiQ Video Converter en sus repositorios, al igual que openMandriva.
Además de la presencia de MystiQ en repositorios oficiales de algunas distros, actualmente, para sistemas GNU/Linux contamos con paquetes de precompilados y empaquetados para openSUSE 15.2 y Tumbleweed, Fedora 30, 31, 32 y Rawhide, ArchLinux y derivados, Ubuntu 19.04, 19.10 y 20.04, KDE Neon User, Debian Stable (actual 10), Debian Testing y Debian Sid además de un paquete AppImage que funciona adecuadamente en cualquier distro moderna.
Los usuarios de Windows, pueden descargar desde la Web oficial del Proyecto Archivado el 13 de enero de 2020 en Wayback Machine. un instalador para usar en sistemas Windows 7 o superior para la arquitectura de 64 Bits.
Recientemente se han sumado al equipo de desarrollo dos nuevos integrantes encargados de mantener paquetes de MystiQ Video Converter para MacOS.

El proyecto ha recibido traducciones de parte de voluntarios de diversas partes del mundo. Gracias a esto MystiQ Video Converter está disponible en más de 10 idiomas y se espera que la lista siga en aumento.
Además de la Web Oficial del Proyecto Archivado el 13 de enero de 2020 en Wayback Machine., el proyecto puede ser descargado desde Github y desde Opencode.

## Bibliotecas y Herramientas de Terceros
MystiQ Video Converter está desarrollado en C++ aprovechando la versatilidad de las Bibliotecas Qt5. Inicialmente la aplicación fue construida usando QtWidget, pero poco a poco está migrando algunos componentes a QML.
En el Backend todo el proceso de conversión utiliza el potentísimo proyecto FFmpeg. Para la lectura de algunos parámetros de audio se utiliza el programa SoX.
Todas las herramientas usadas tanto en el proceso de desarrollo, como en el empaquetado para obtener los instaladores para cada plataforma soportada, son de código abierto.